# مدينة للأموات مدينة للأحياء
مدينة للأموات.. مدينة للأحياء هي مجموعة قصصية للكاتبة نادين غورديمير الحائزة على جائزة نوبل للأدب، نُشرت عام 1992 ترجمها صبحي عمر عن اتحاد كتاب وأدباء الإمارات.

## نبذة عن الكتاب
تُعد مجموعة مدينة للأموات.. مدينة للأحياء ، من أبرز الأعمال القصصية التي تعكس الواقع الاجتماعي والسياسي في جنوب أفريقيا خلال حقبة الفصل العنصري. تتناول المجموعة عبر قصصها القصيرة قضايا التهميش، الهوية، والصراع الطبقي، من خلال شخصيات متنوعة تواجه تحديات يومية في بيئة مضطربة. وتتميّز النصوص بعمقها الإنساني ونقدها البنيوي، حيث توظّف غورديمير أسلوبًا سرديًا واقعيًا يتخلله تأمل فلسفي، مما يجعل المجموعة شهادة أدبية على مرحلة تاريخية مفصلية

## أبرز عناوين قصص المجموعة
- الزحف الخافت
- في يوم اثنين بالتأكيد
- مدينة للأموات.. مدينة للأحياء
- ملكة المطر
- مهملات
- (ويلي)...!
- التحولات

## اقتباسات من المجموعة
"في مدينة الأحياء، لا أحد ينام بطمأنينة، لأن الماضي لا ينام." تعكس هذه العبارة التوتر الدائم الذي يعيشه الأفراد في ظل إرث الفصل العنصري.
"الحيّ الذي لا يُذكر في الخرائط، هو الحيّ الذي تُكتب فيه القصص الحقيقية." إشارة إلى التهميش المكاني والاجتماعي، حيث تنبثق الحكايات من الأماكن المنسية.

"الصمت في وجه الظلم ليس حيادًا، بل مشاركة." اقتباس يحمل موقفًا أخلاقيًا واضحًا من التواطؤ غير المباشر مع القهر.

## أسلوب المجموعة القصصية
تتميّز مجموعة مدينة للأموات.. مدينة للأحياء لنادين غورديمير بأسلوب سردي واقعي نقدي، يجمع بين التكثيف اللغوي والعمق النفسي، ويعكس خبرة الكاتبة في تصوير التوترات الاجتماعية والسياسية في جنوب أفريقيا خلال حقبة الفصل العنصري. تعتمد غورديمير على تقنيات السرد غير الخطي، وتوظّف الحوار الداخلي والوصف الدقيق لتفاصيل الحياة اليومية، مما يمنح النصوص طابعًا introspective يتجاوز السطحية. كما يتسم أسلوبها بالاقتصاد في اللغة، والقدرة على إيصال المعاني الكبرى من خلال مشاهد صغيرة، مع حضور واضح للرمزية التي تُضفي على القصص بعدًا فلسفيًا وإنسانيًا.